# Medusa (Rubens)
La Medusa (in ceco: Hlava Medúsy; in tedesco: Haupt der Medusa) è un dipinto a olio su tavola (68x119 cm) realizzato nel 1618 circa dal pittore fiammingo Peter Paul Rubens.
Esistono due versioni dell'opera: la prima si trova nella galleria della Moravia di Brno, in Cechia, mentre la seconda è conservata nel Kunsthistorisches Museum di Vienna.

## Descrizione
Il dipinto raffigura la testa mozzata della Medusa, un mostro della mitologia greca ucciso da Perseo. Il capo pallido e sanguinante di Medusa si trova su una sporgenza pietrosa quasi priva di vegetazione, mentre il paesaggio al suo intorno è cupo e buio. I serpenti che si divincolano sono stati attribuiti al pittore Frans Snyders.